# Coelonia fulvinotata
Coelonia fulvinotata (Butler, 1875) è un lepidottero appartenente alla famiglia Sphingidae, diffuso in Africa.

## Etimologia
L'epiteto specifico fulvinotata è composto dai termini latini "fulvus", (= fulvo, color giallo-rossiccio), e "notatus", participio passato del verbo "noto" (= segnare, contrassegnare), probabilmente in riferimento alle macchie giallo ocra presenti ai lati dell'addome.

## Descrizione

### Adulto
L'aspetto generale è molto simile a quello di Coelonia solani, sia per colorazione, sia considerando le geometrie alari, ma qui le tonalità tendono ad essere più scure.
Il colore di fondo della pagina superiore dell'ala anteriore è un marroncino più o meno scuro, con una macchia apicale di forma trapezoidale, che si staglia rispetto ad una zona biancastra subapicale, più grande e di forma irregolare, lievemente più chiara nella femmina. Non si osserva una vera e propria macchia discale, sebbene sia presente una piccolissima macchia triangolare traslucida, sita grosso modo posteriormente alla metà di Sc. A differenza di quanto osservabile in C. solani, qui si nota la presenza di un'area più chiara posta a metà della zona basale, più facilmente individuabile nella femmina. L'apice è lievemente falcato, mentre il termen risulta alternativamente bianco e brunastro, ma quasi per nulla dentellato; il tornus è netto e pressoché ad angolo retto.
La pagina inferiore dell'ala anteriore è tinta di un giallo ocra, che però lascia chiaramente trapelare, più chiare, le nervature costituenti la cellula discale.
Il recto dell'ala posteriore è tinto di un giallo vivo nel terzo basale, in cui sono ben visibili due brevi bande marroni oblique, posizionate grosso modo parallelamente al margine interno. I due terzi distali, invece, riportano una colorazione rosso-brunastra, in cui sono distinguibili almeno due linee in chiaroscuro, parallele al termen. Il bordo marrone è più largo anteriormente, e dall'estremità distale di C arriva al margine posteriore, ben oltre l'angolo anale; quest'ultimo appare peraltro un po' più scuro. L'apice è tondeggiante, mentre il termen risulta alternativamente bianco e marrone, e lievemente dentellato.
Il verso dell'ala posteriore è colorato, per i due terzi basali, di un giallo tenue (carattere distintivo rispetto a C. solani) interrotto da due sottili linee marroni parallele al termen. Il terzo distale assume invece una tonalità più scura, assimilabile a quella della pagina inferiore dell'ala anteriore.
Le antenne sono moniliformi e grigiastre, ma si mostrano biancastre e lievemente uncinate all'estremità distale; la loro lunghezza è pari a circa la metà della costa dell'ala anteriore. Gli occhi sono grandi e la spirotromba è rosso-brunastra.
Il torace è dorsalmente marrone scuro, ma ad una indagine più attenta rivela piccoli ciuffi di scaglie piliformi rosa sul metanoto; la superficie ventrale è invece molto chiara, quasi biancastra, come in C. solani.
Nelle zampe anteriori, il tarso è più corto che in C. solani, ma provvisto di setae più lunghe, come pure la tibia; nelle coxae maschili, gli androconia sono più sviluppati che nella specie congenere. La formula tibiale è 0-2-4. Il pulvillus è presente, come pure il paronychium, che è bilobato da ambo i lati.

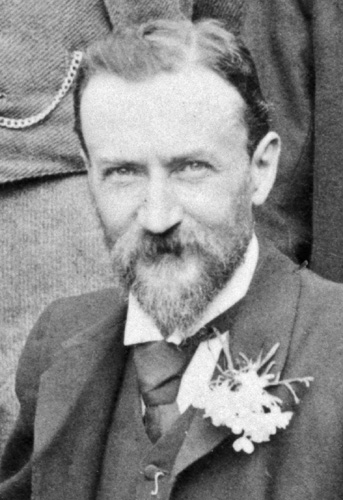
L'entomologo, aracnologo ed ornitologo britannico Arthur Gardiner Butler (1844-1925), che descrisse la specie nel 1875

L'addome riprende le tonalità del torace sia dorsalmente, sia ventralmente, ma sui fianchi si possono notare due macchie gialle per lato (anziché bianche, come in C. solani).
Nel genitale maschile, l'uncus risulta simile a quello di Agrius convolvuli, ma meno sollevato nella zona preapicale, e leggermente più ampio. Lo gnathos rivela invece la presenza di in lobo mediano, affine a quello di Megacorma obliqua, ma di forma diversa. Anche l'harpe appare simile a quello di Agrius convolvuli, con due processi laterali, ma tra i due è quello ventrale il più lungo.
Nel genitale femminile, l'ostium bursae è ricoperto da una plica membranosa e bilobata, molto più ampia di quella di Agrius convolvuli.
L'apertura alare può raggiungere i 120 mm.

### Larva
Il bruco, che ricorda quello di Agrius convolvuli, è inizialmente marroncino, ma via via che matura assume una tonalità verde sempre più accesa, con una banda dorsale marroncina e strisce diagonali nerastre, bordate di bianco, lungo i fianchi; il torace mostra un paio di rigonfiamenti dorsali appaiati sul secondo e terzo somite. Il capo è verde, lievemente più chiaro del resto del corpo, con due bande nere laterali. Le zampe sono nere mentre le pseudozampe sono verdastre per tutta la lunghezza, e nere solo all'estremità distale. Il cornetto caudale, di un marroncino non troppo scuro, è filiforme, ricurvo come in Acherontia atropos e tubercolato anziché liscio come in Coelonia solani. Le aperture spiracolari sono nere e allungate, bordate di bianco.

### Pupa
Nella crisalide, arancione e anch'essa simile a quella di Agrius convolvuli, la spirotromba è ricurva e libera. La pupa viene rinvenuta all'interno di un piccolo bozzolo, posto tra gli strati superficiali del terreno.

## Biologia

### Larva
Le larve di questo lepidottero sono spiccatamente polifaghe, pertanto si accrescono sulle foglie di svariate specie di piante nutrici, tra cui:
- Acanthus L., 1753 (Acanthaceae)
  - Acanthus pubescens (Oliv.) Engl., 1892
- Aeschynanthus Jack, 1823 (Gesneriaceae)
  - Aeschynanthus longicaulis Wall. ex R.Br., 1848
- Bignonia L., 1753 (Bignoniaceae)
- Buddleja L., 1753 (Buddlejaceae)
  - Buddleja davidii Franch., 1887
- Cissus L., 1753 (Vitaceae)
- Clerodendrum L., 1753 (Lamiaceae)
  - Clerodendrum heterophyllum (Poir.) R.Br., 1812
  - Clerodendrum paniculatum L., 1767
  - Clerodendrum splendens G.Don, 1824
  - Clerodendrum thomsoniae Balf.f., 1862
- Convolvulus L., 1753 (Convolvulaceae)
- Cordia L., 1753 (Boraginaceae)
  - Cordia caffra Sond., 1850
- Dahlia Cav., 1791 (Asteraceae)
  - Dahlia pinnata Cav., 1791
- Duranta L., 1753 (Verbenaceae)
  - Duranta erecta L., 1753
- Fernandoa Welw. ex Seem., 1870 Bignoniaceae
  - Fernandoa magnifica Seem., 1870
- Fraxinus L., 1753 (Oleaceae)
  - Fraxinus floribunda Wall., 1820
- Ipomoea L., 1753 (Convolvulaceae)
- Jasminum L., 1753 (Oleaceae)
- Lantana L., 1753 (Verbenaceae)
  - Lantana camara L., 1753
- Markhamia Seem. ex Baill., 1888 (Bignoniaceae)
  - Markhamia lutea (Benth.) K.Schum., 1895
- Millingtonia L.f., 1782 (Bignoniaceae)
  - Millingtonia hortensis L.f., 1782
- Newbouldia Seem. ex Bureau, 1863 (Bignoniaceae)
  - Newbouldia laevis (P.Beauv.) Seem. ex Bureau, 1863
- Nicotiana L., 1753 (Solanaceae)
  - Nicotiana alata Link & Otto, 1830
- Nuxia Comm. ex Lam., 1791 (Stilbaceae)
- Plectranthus L'Her., 1788 [nom. cons.] (Lamiaceae)
- Pycnostachys Hook., 1826 (Lamiaceae)
  - Pycnostachys urticifolia Hook., 1863
- Salvia L., 1753 (Lamiaceae)
  - Salvia splendens Sellow ex Schult., 1822
- Solanum L., 1753 (Solanaceae)
  - Solanum lycopersicum L., 1753 (pomodoro)
  - Solanum torvum Sw., 1788 (fico del diavolo)
- Solenostemon Thonn., 1827 (Lamiaceae)
- Spathodea P.Beauv., 1805 (Bignoniaceae)
  - Spathodea campanulata P.Beauv., 1805
- Stachytarpheta Vahl, 1804 (Verbenaceae)
  - Stachytarpheta indica (L.) Vahl, 1804
  - Stachytarpheta jamaicensis (L.) Vahl, 1804
- Tecoma Juss., 1789 (Bignoniaceae)
  - Tecoma capensis (Thunb.) Lindl., 1828
- Veronica L., 1753 (Scrophulariaceae)
  - Veronica speciosa R.Cunn. ex A.Cunn., 1836

### Adulto
Come avviene di regola negli Sphingidae, gli adulti sono forti volatori e visitano i fiori alla ricerca di nettare, svolgendo il compito di insetti pronubi per diverse piante (fenomeno definito impollinazione entomofila). Nel caso specifico dell'adulto di C. fulvinotata, studi condotti in Kenya e Madagascar, hanno permesso di stabilire che questo svolge la funzione di insetto pronubo per le seguenti Orchidaceae, appartenenti alla sottotribù Angraecinae:
- Aerangis brachycarpa (A.Rich.) T.Durand & Schinz, 1894
- Aerangis kotschyana (Rchb.f.) Schltr., 1918
- Aerangis thomsonii (Rolfe) Schltr., 1918
- Ypsilopus amaniensis (Kraenzl.) D'haijère & Stévart (dato da confermare)

Quanto descritto sopra avviene perché il fiore stellato di queste specie possiede uno sperone di conformazione e lunghezza adatte ad essere "visitato" con profitto solo dalla spirotromba di questo lepidottero.

L'ecozona afrotropicale, ove si estende l'areale della specie

## Distribuzione e habitat
L'areale della specie si estende all'interno dell'ecozona afrotropicale, e comprende: il Gambia, la Guinea, la Sierra Leone, la Costa d'Avorio, il Burkina Faso, il Ghana, la Nigeria, São Tomé e Príncipe (l'isola di São Tomé è il locus typicus della sottospecie C. f. nigrescens), il Camerun, la Repubblica Centrafricana, l'Etiopia, la Guinea Equatoriale (Isola di Bioko), il Gabon, la Repubblica del Congo, la Repubblica Democratica del Congo (Provincia Orientale, Provincia del Kivu Nord), l'Uganda, il Kenya, la Tanzania (sia continentale, sia l'Isola di Pemba), l'Angola, lo Zambia, il Malawi, lo Zimbabwe, il Mozambico, le Comore (Grande Comore), il Madagascar, le Mauritius, Riunione e il Sudafrica (locus typicus della sottospecie nominale).
L'habitat è rappresentato dalla foresta primaria, dal livello del mare fino a modeste altitudini.

## Tassonomia

### Sinonimi
Sono stati riportati nove sinonimi:
- Coelonia fulvinotata nigricans (Closs, 1911) - Int. ent. Z. 5: 275 - Lucus typicus: Camerun[13] (sinonimo eterotipico)
- Coelonia mauritii (Butler, 1876) - Trans. Zool. Soc. Lond. 9 (19): 606 - Locus typicus: Mauritius; Natal[14] (sinonimo eterotipico)
- Macrosila solani Walker, 1856 (partim) - List Specimens lepid. Insects Colln Br. Mus. 8: 206 - Loci typici: Port-Natal (Durban, Sudafrica); Regione di Ashanti (Ghana); Mauritius; Madagascar[15] (sinonimo eterotipico)
- Phlegethontius fulvinotata Kirby, 1892 - Cat. Lep. Het. 1, 687 n° 3 - Locus typicus: Sudafrica[16] (sinonimo eterotipico)
- Phlegethontius mauritii Kirby, 1892 (citat. incorr.) - Cat. Lep. Het. 1, 687 n° 4 - Locus typicus: Natal; Mauritius[16] (sinonimo eterotipico)
- Phlegethontius solani Kirby, 1892 (partim) - Cat. Lep. Het. 1, 687 n° 5 - Locus typicus: Madagascar[16] (sinonimo eterotipico)
- Protoparce fulvinotata Butler, 1875 - Proc. zool. Soc. Lond. 1875: 11 - Locus typicus: Sudafrica[2] (sinonimo omotipico e basionimo)
- Protoparce mauritii Butler, 1876 - Trans. zool. Soc. Lond. 9 (19): 606 - Locus typicus: Port-Natal (Durban, Sudafrica); Regione di Ashanti (Ghana)[14] (sinonimo eterotipico)
- Sphinx solani Herrich-Schäffer, 1854 - Samml. neuer oder wenig bekannter aussereur. Schmett. 1 (1): 79, tav. 45, fig. 101 - Locus typicus: non indicato[17]

### Sottospecie
Sono state distinte due sottospecie:
- Coelonia fulvinotata fulvinotata Butler, 1875 - Proc. zool. Soc. Lond. 1875: 11 - Locus typicus: Sudafrica[2]
- Coelonia fulvinotata nigrescens Basquin, 1992 - Bull. Soc. Sci. Nat. 75-76: 47 - Locus typicus: São Tomé: Bombaïm, circa 20 km a sud-est della città di São Tomé, 600 m s.l.m.[18]

Sottospecie molto simile a quella nominale, ma contraddistinta da una colorazione delle ali nettamente più scura, su ambo i lati, con un minore contrasto tra le geometrie presenti sulla pagina superiore dell'ala anteriore.

## Galleria d'immagini

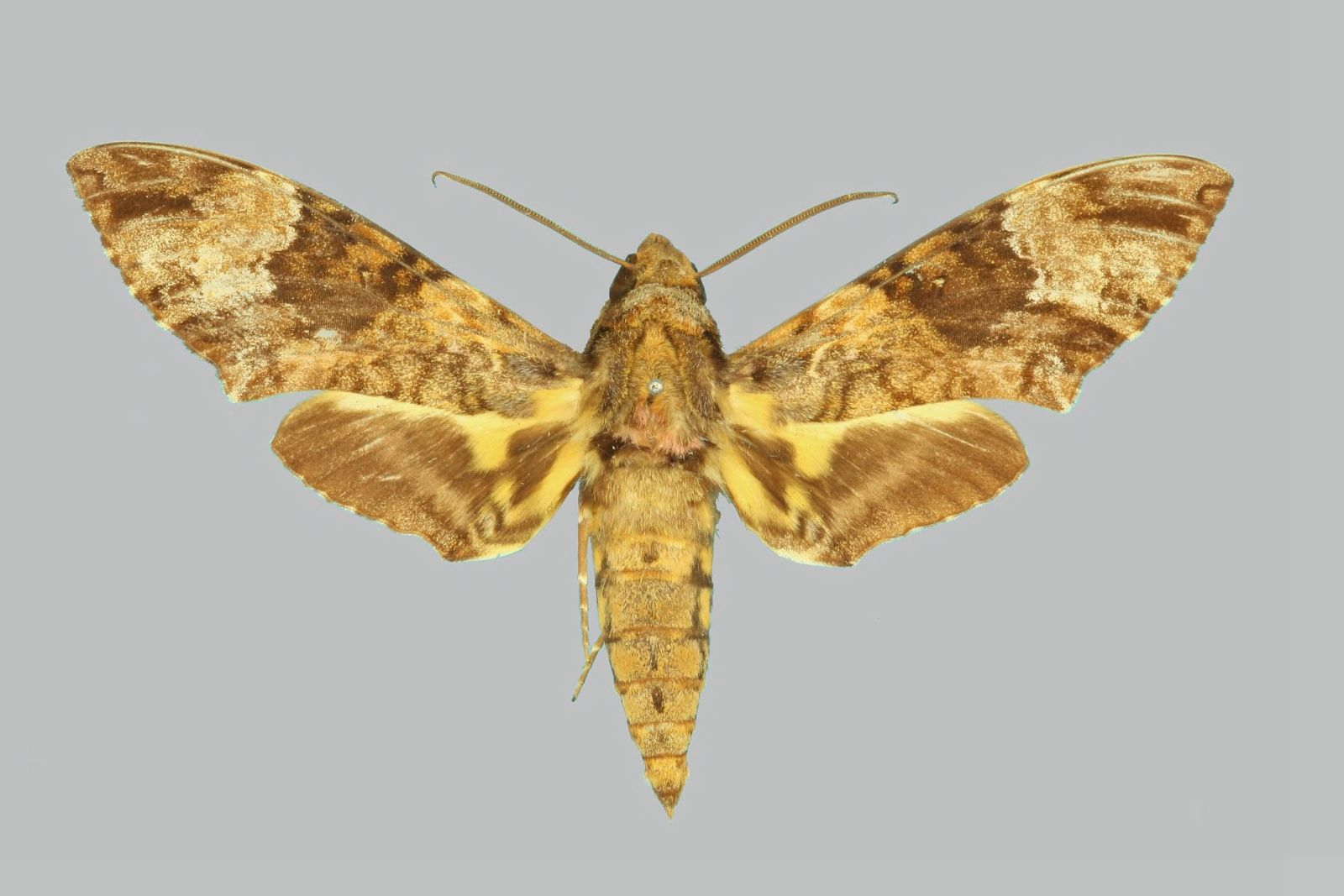
C. f. fulvinotata (maschio, recto)
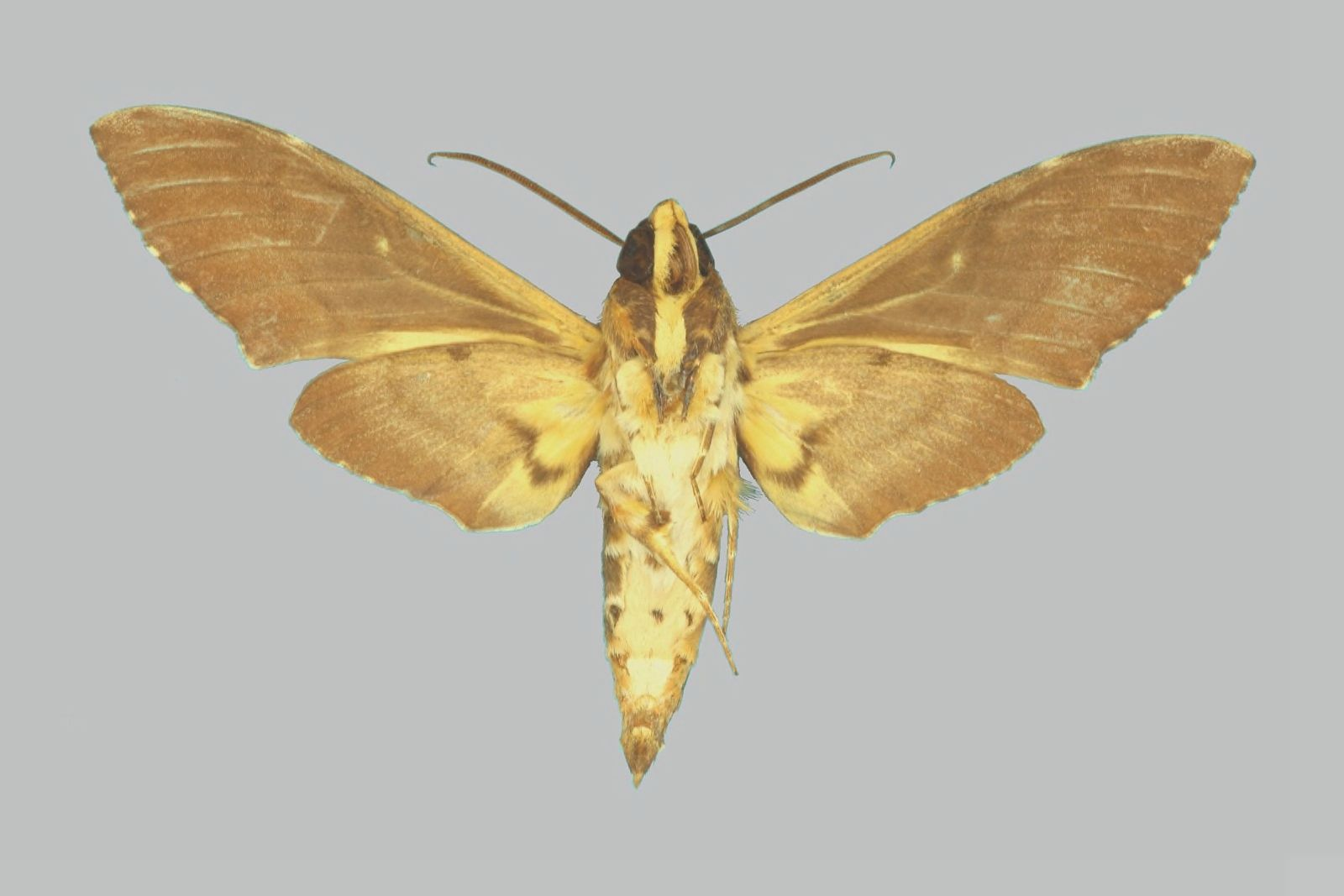
C. f. fulvinotata (maschio, verso)
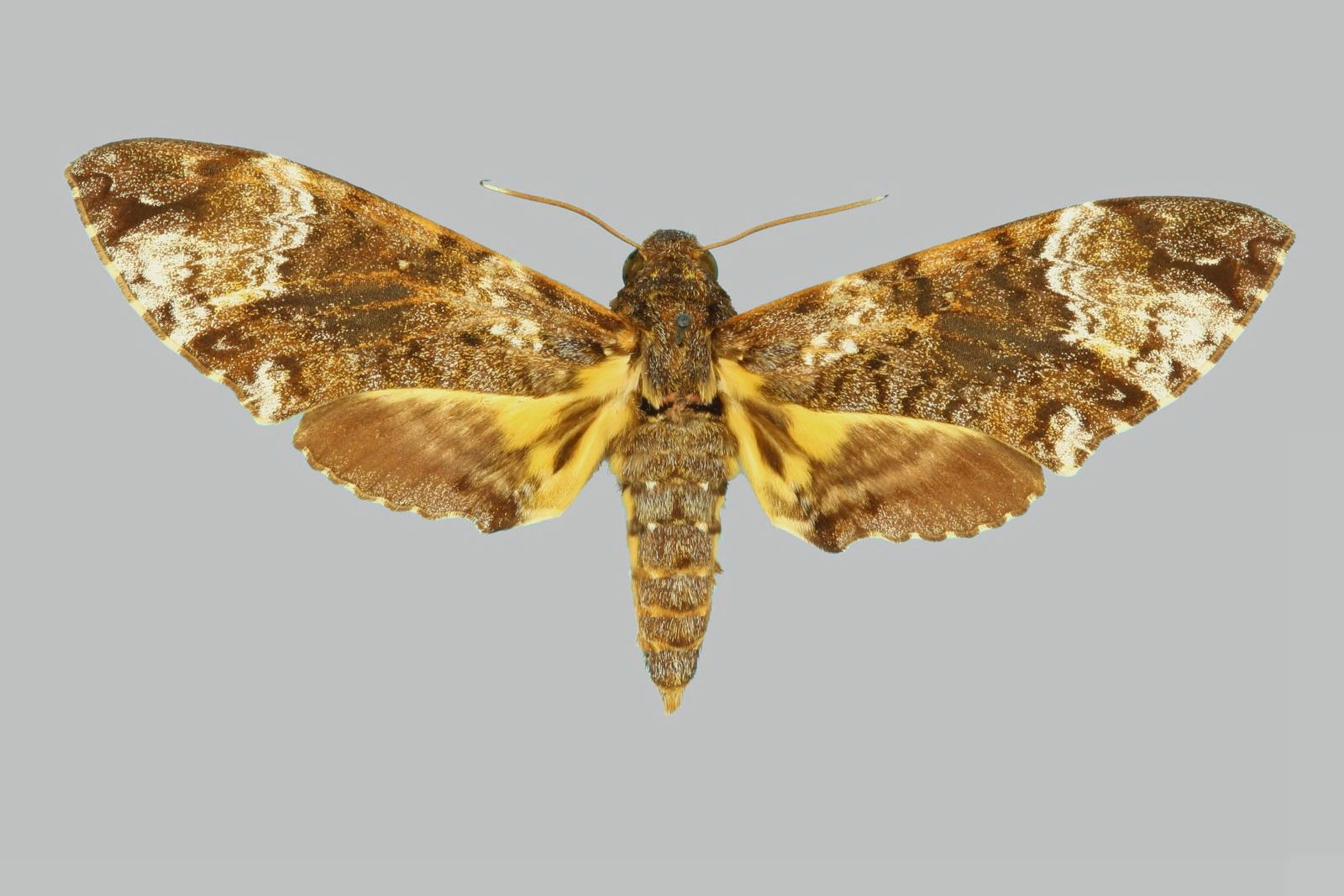
C. f. fulvinotata (femmina, recto)
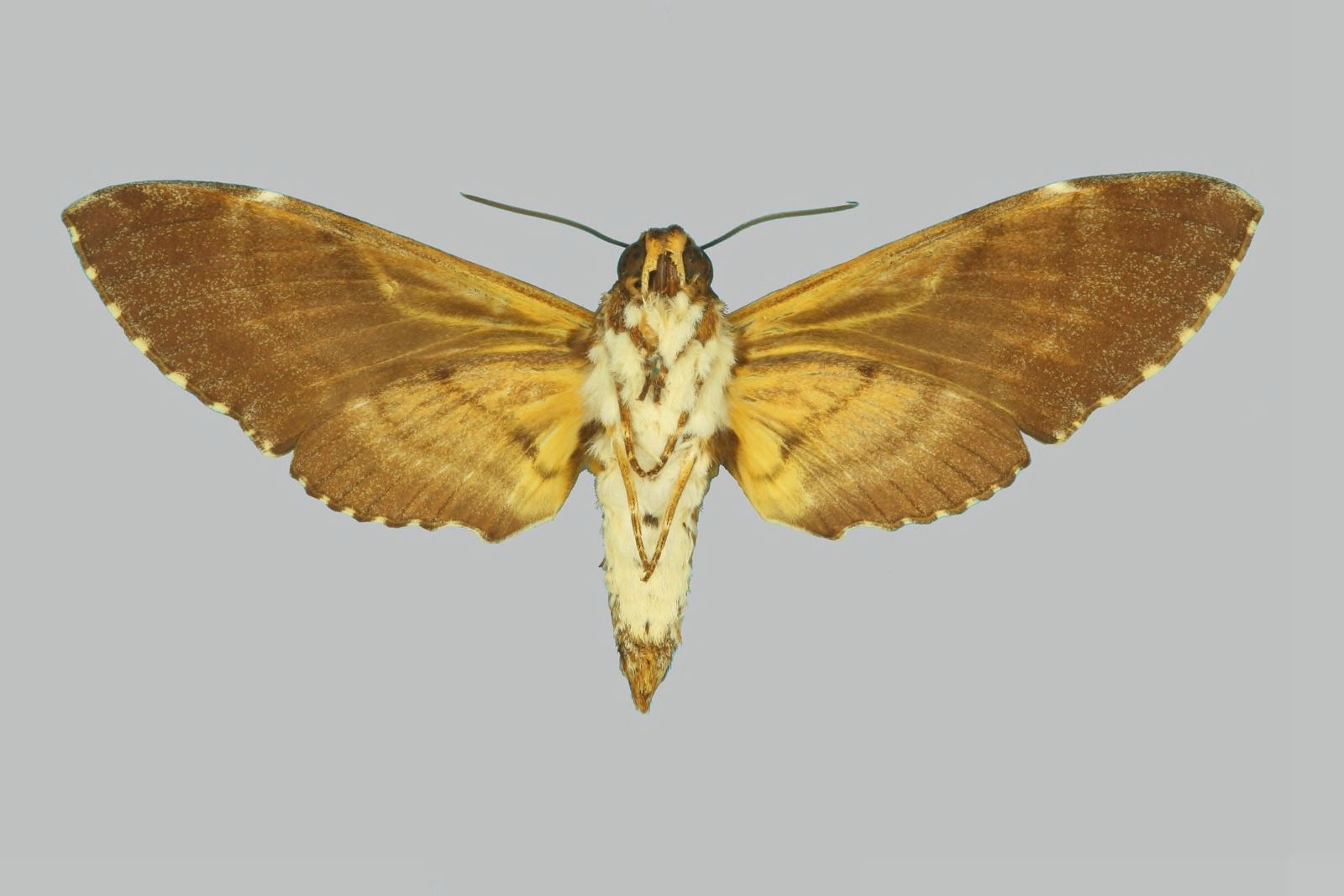
C. f. fulvinotata (femmina, verso)
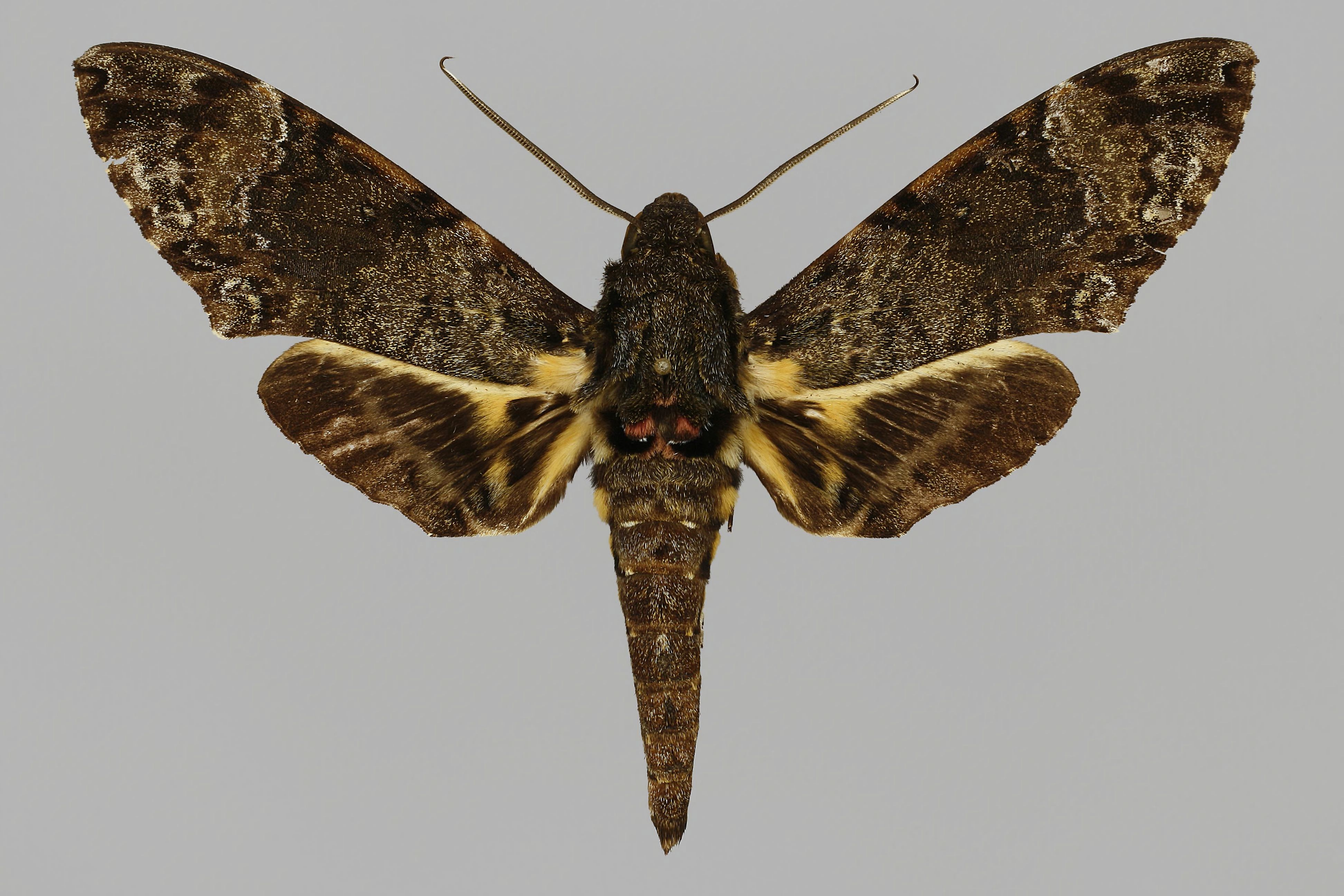
C. f. nigrescens (maschio, recto)
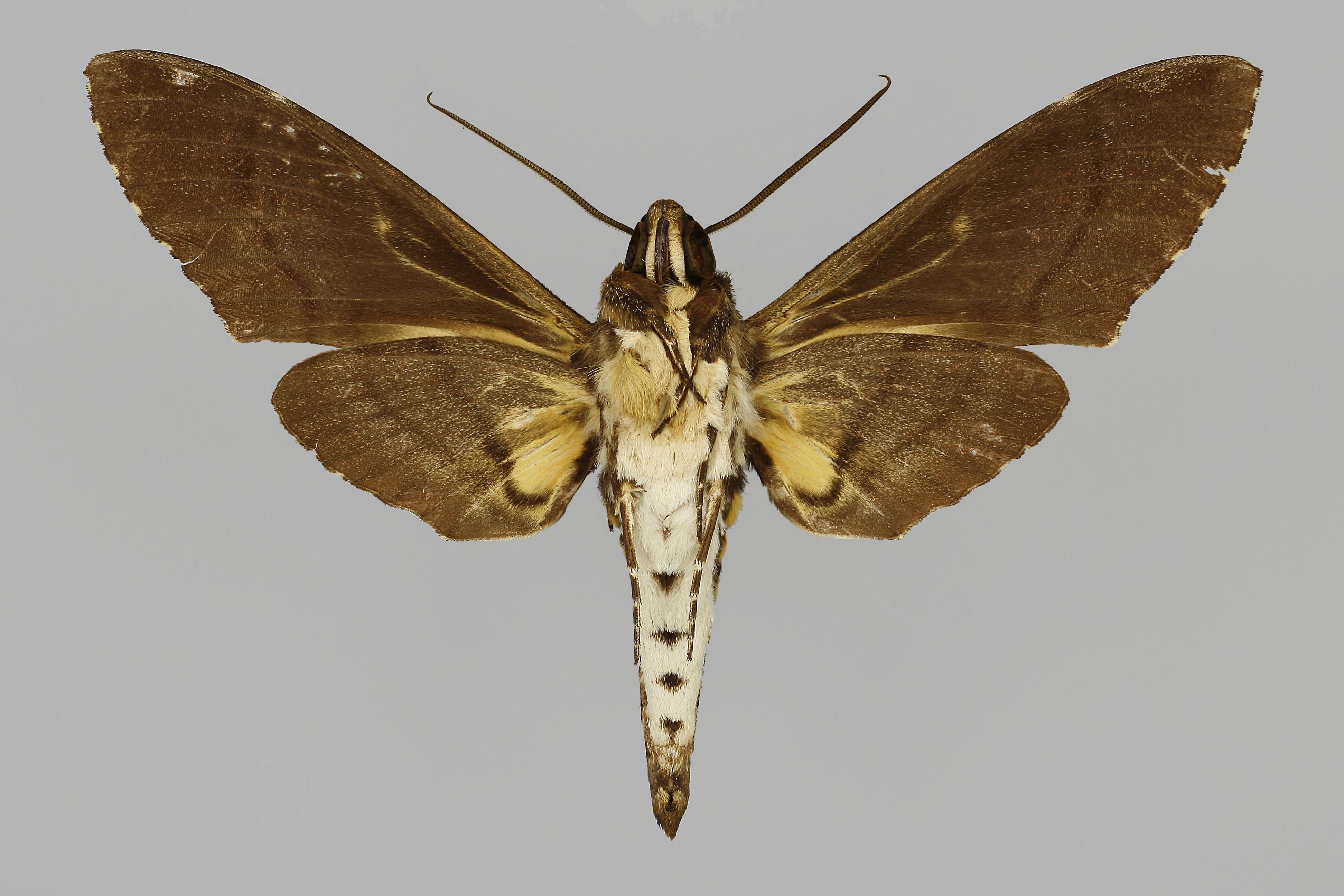
C. f. nigrescens (maschio, verso)
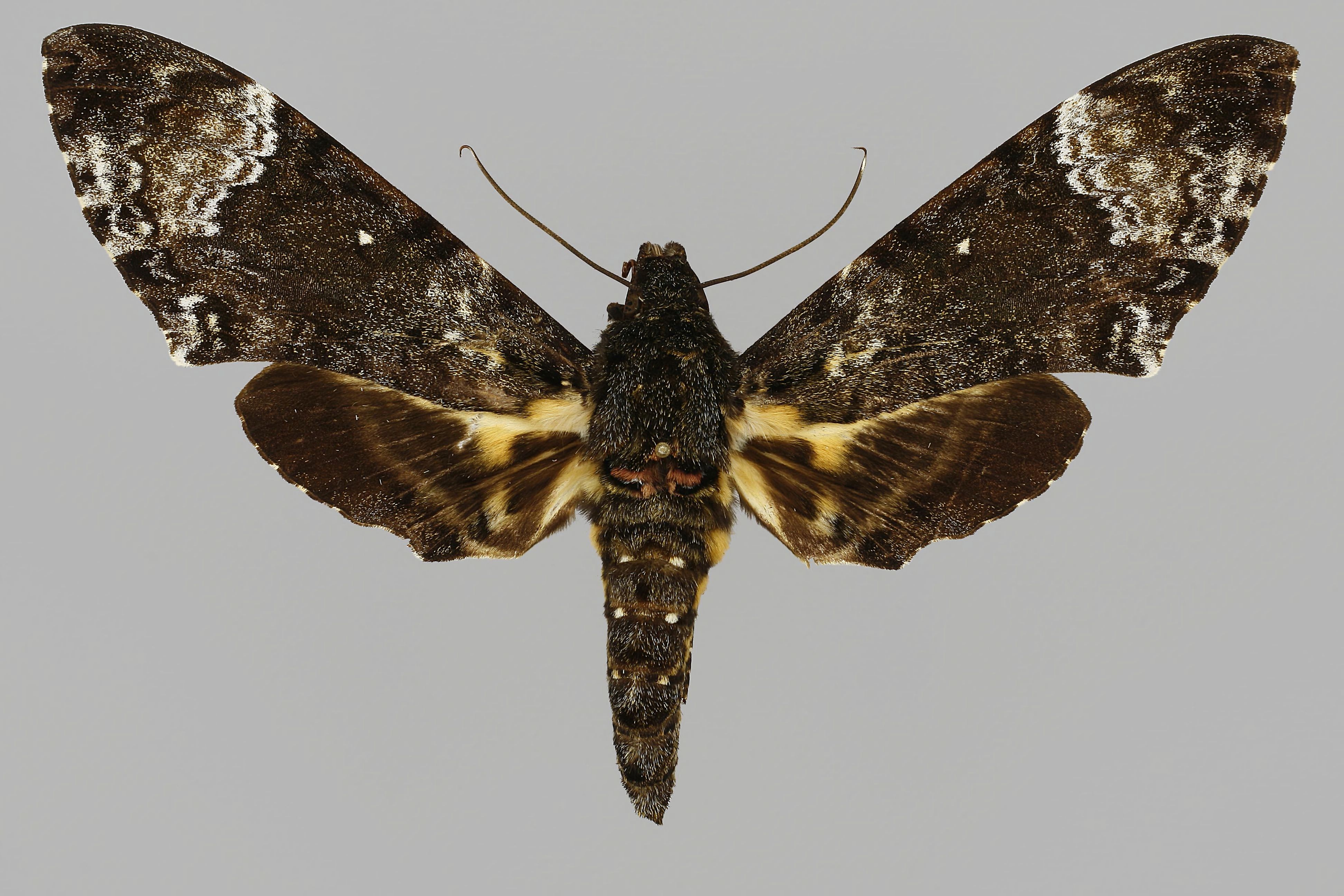
C. f. nigrescens (femmina, recto)
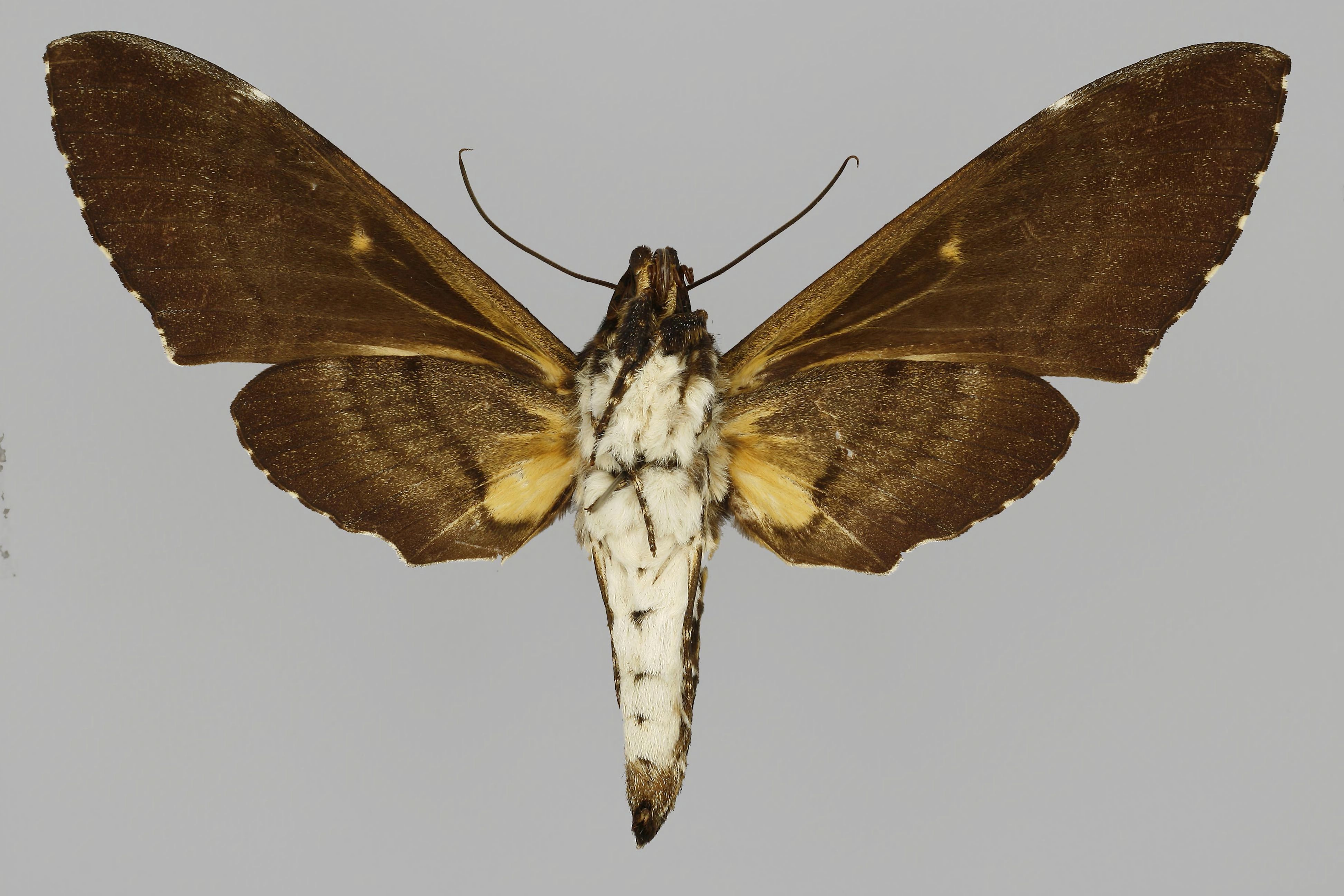
C. f. nigrescens (femmina, verso)
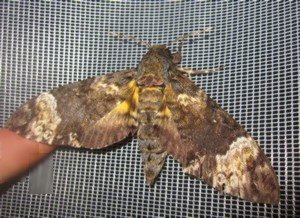
C. f. fulvinotata
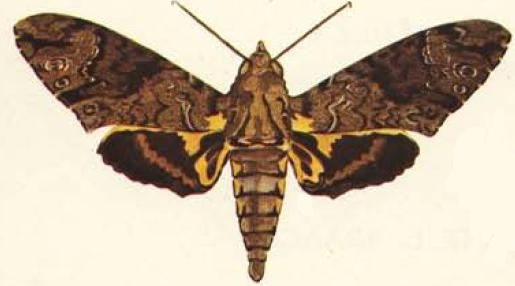
C. f. fulvinotata
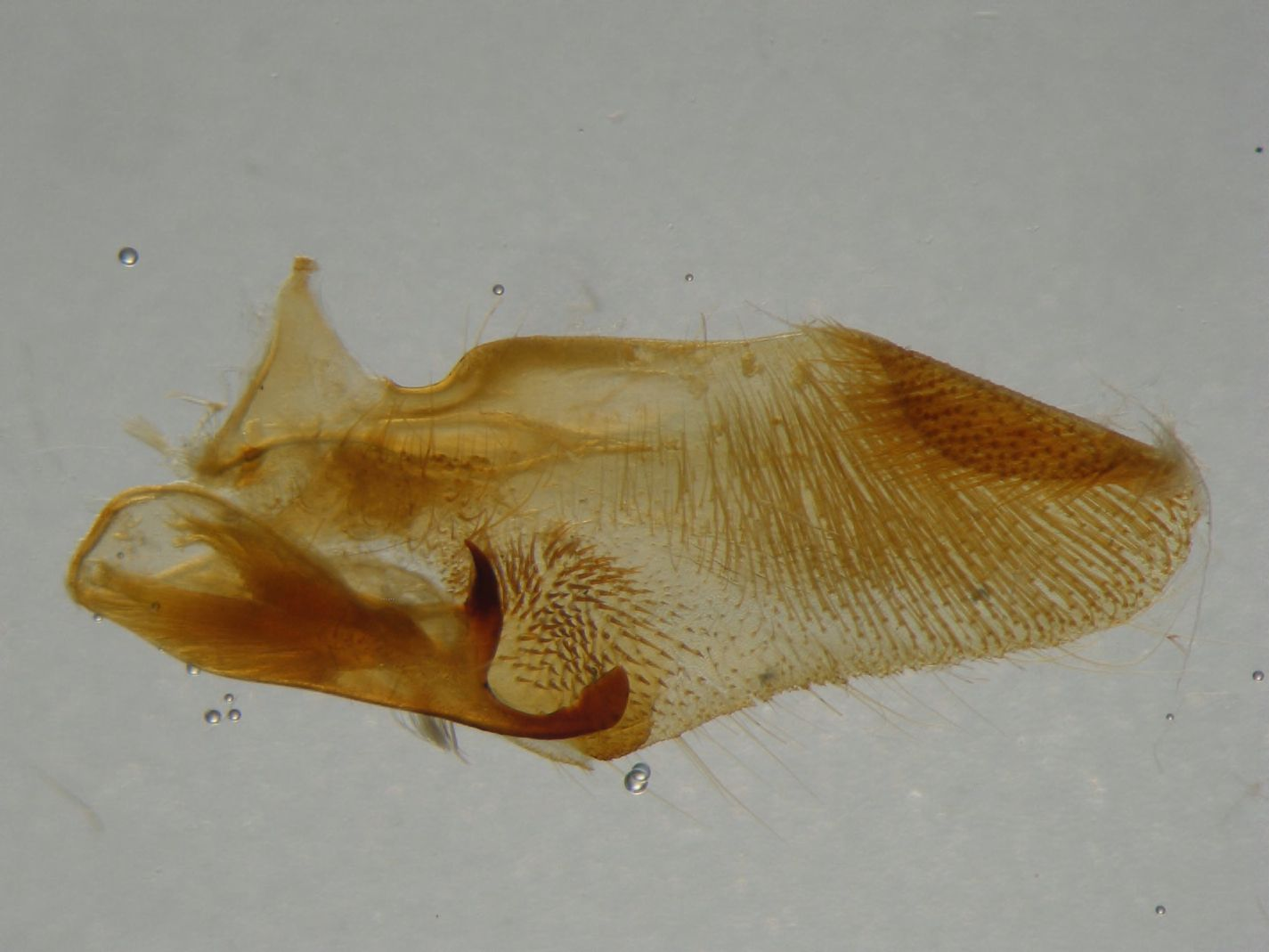
C. f. fulvinotata (valva)
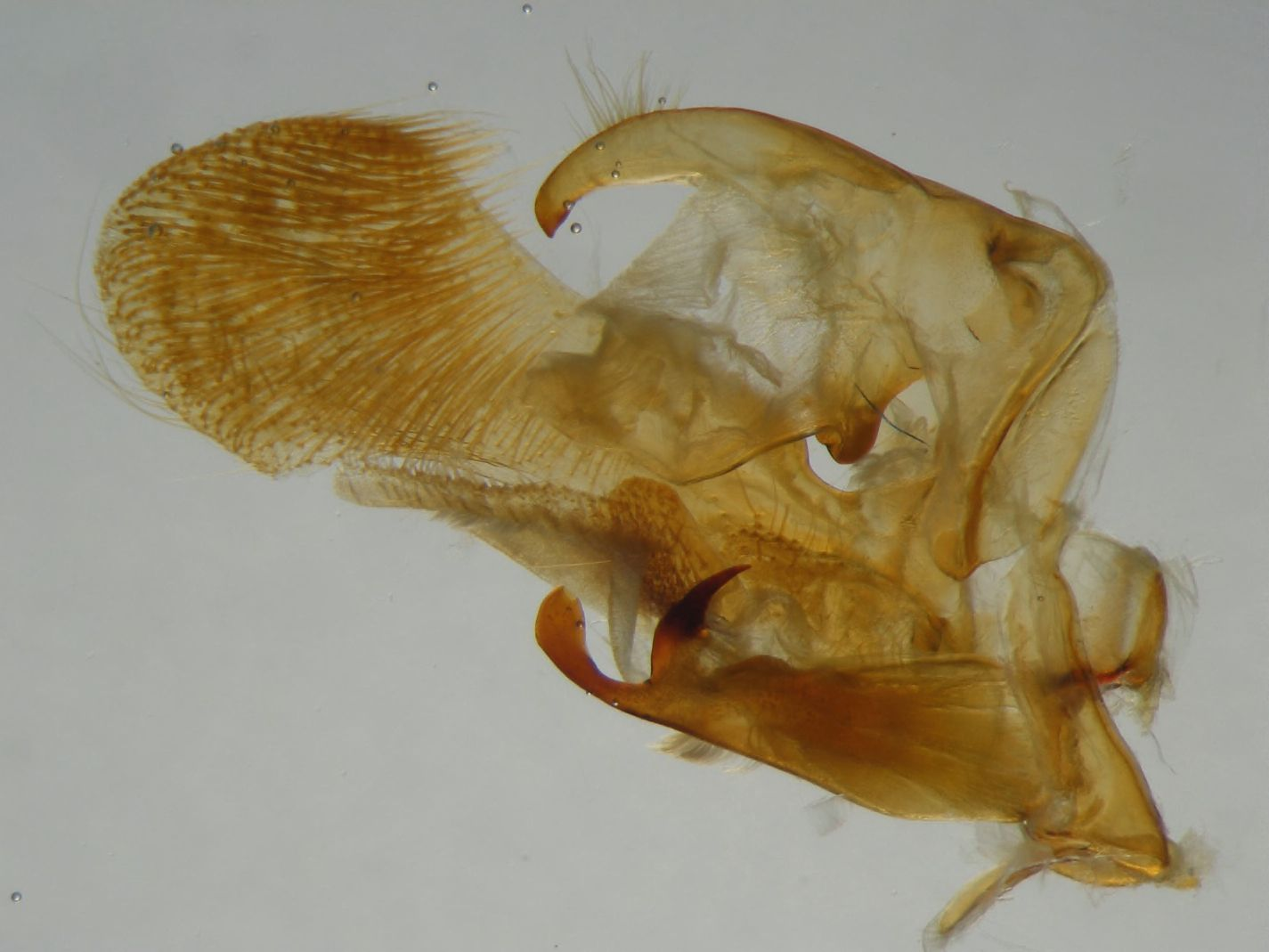
C. f. fulvinotata (genitale maschile)
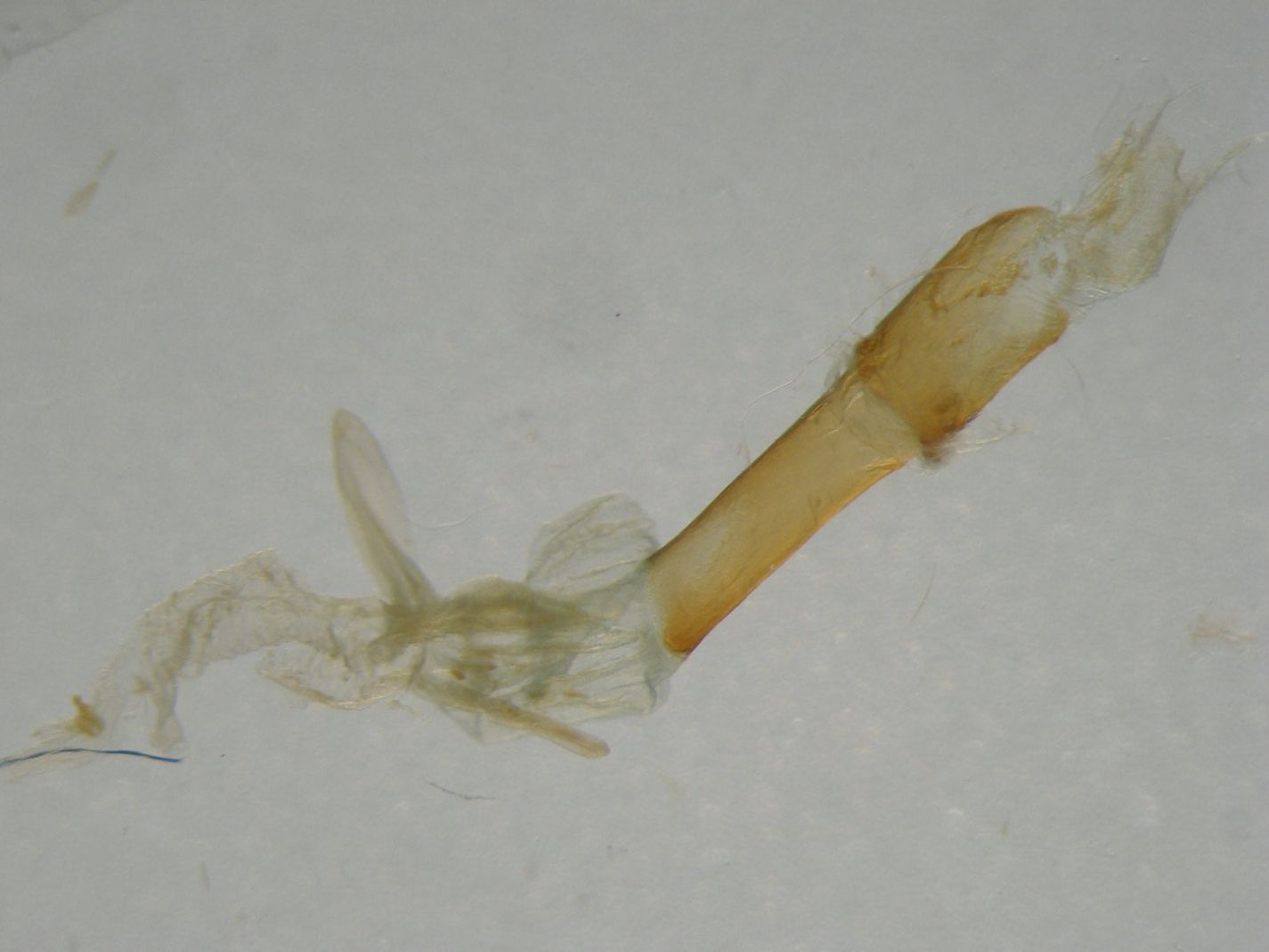
C. f. fulvinotata (edeago)
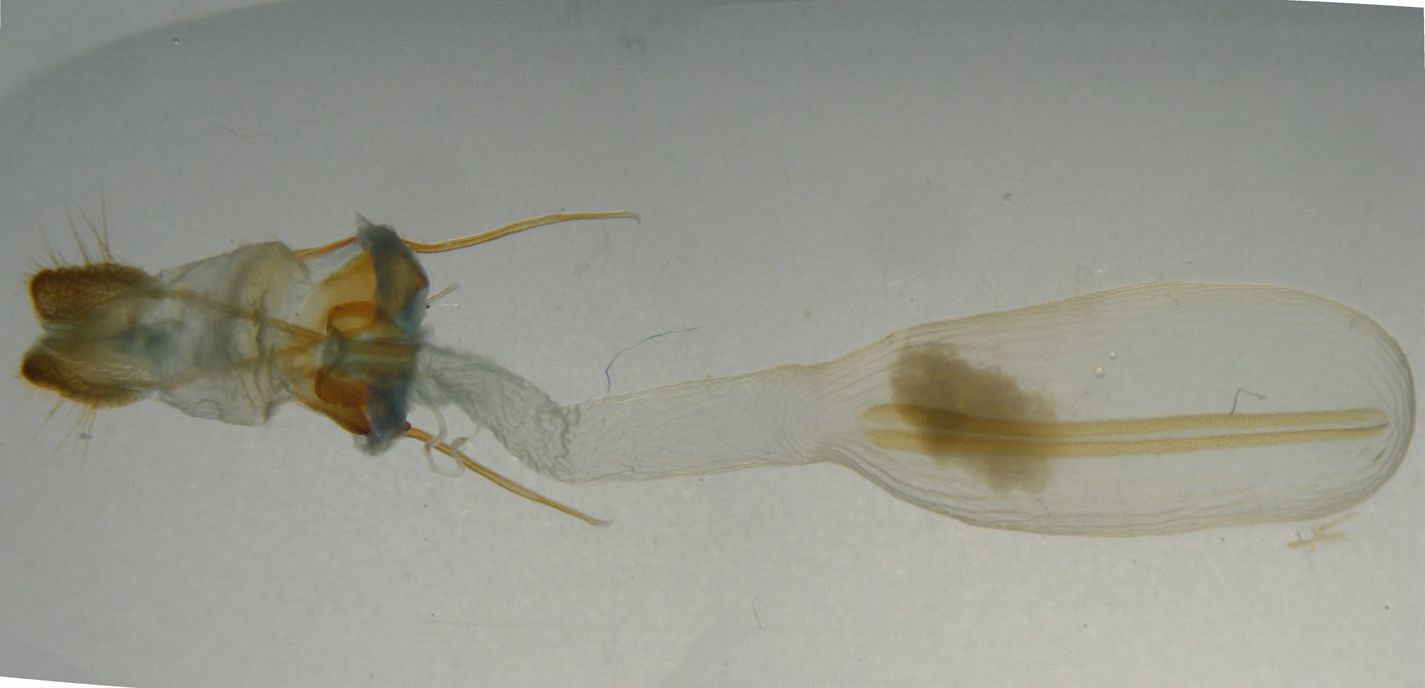
C. f. fulvinotata (genitale femminile)

## Conservazione
Lo stato di conservazione della specie non è stato ancora valutato dalla Lista rossa IUCN.

### Pubblicazioni
- (EN) Agosta S. J., Janzen D. H., Body size distributions of large Costa Rican dry forest moths and the underlying relationship between plant and pollinator morphology (abstract), in Oikos, vol. 108, n. 1, gennaio 2005,  pp. 183-193, DOI:10.1111/j.0030-1299.2005.13504.x, ISSN 0030-1299 (WC · ACNP).
- (FR) Basquin, P., Contribution à la connaissance des Sphinx de l'île de São Tomé (Lepidoptera, Sphingidae). Description d'une nouvelle espèce, in Bulletin de la Société de Sciences Naturelles, vol. 75-76, 1992,  pp. 46-49.
- (FR) Basquin, P. & Pierre, J., Contribution à la connaissance des Sphinx de la République Centrafricaine avec descriptions de nouvelles espèce et sous-espèce et d'une femelle inédite (Lepidoptera, Sphingidae) (abstract), in Bulletin de la Société entomologique de France, vol. 110, 4–5, Parigi, 2005,  pp. 495-508, ISSN 0037-928X (WC · ACNP). URL consultato il 1º maggio 2014 (archiviato dall'url originale il 2 maggio 2014).
- (FR, LA) Boisduval, J.-B. A., Description des Lépidoptères de Madagascar, in Nouvelles annales du Muséum d'histoire naturelle, vol. 2, n. 2, Parigi, 1833,  pp. 149-270.
- (EN) Butler, A. G., Descriptions of thirty-three new or littleknown species of Sphingidae in the collection of the British Museum, in Proceedings of the Zoological Society of London, vol. 1875, Londra, 1875,  pp. 3-16, pl. 1-2.
- (EN) Butler, A. G., Revision of the heterocerous Lepidoptera of the family Sphingidae, in Transactions of the Zoological Society of London, vol. 9, n. 19, Londra, 1876,  pp. 511-644, pl. 90-94.
- (EN) Butler, A. G., Descriptions of New Species of Heterocerous Lepidoptera in the Collections of the British Museum, in Proceedings of the Zoological Society of London, vol. 1877, Londra, 1877,  pp. 168-170. URL consultato il 1º maggio 2014 (archiviato dall'url originale il 26 novembre 2016).
- (EN) Carcasson, R. H., Revised catalogue of the African Sphingidae (Lepidoptera) with descriptions of the East African species (PDF), in Journal of The East Africa Natural History Society and National Museum, vol. 26, Nairobi, The East Africa Natural History Society, 1967,  pp. 1-173.
- (EN) Clark, B. P., Descriptions of twelve new Sphingidae and remarks upon two other species, in Proceedings of the New England Zoölogical Club, vol. 9, Cambridge, Massachusetts, 1927,  pp. 99-109.
- (DE) Closs, A., Einige neue Aberrationen aus meiner Sphingidensammlung, in Internationale entomologische Zeitschrift, vol. 5, Francoforte sul Meno, Internationaler Entomologischer Verein E.V., 1911,  pp. 275.
- (FR) Darge, Ph., Contribution à la faune du Gabon: Lépidoptères Sphingidae, in Bulletin de la Société entomologique de France, vol. 75, Parigi, 1970a,  pp. 253-263, ISSN 0037-928X (WC · ACNP).
- (FR) Darge, Ph., Lépidoptères Attacidae et Sphingidae de l'île de São Tomé, in Bulletin de l'Institut fondamental d'Afrique noire (A), vol. 32, n. 2, 1970b,  pp. 495-500.
- (FR) Darge, Ph., Contribution to the biodiversity of the Albertine Rift in Tanzania: some data on the Lepidoptera Saturniidae and Sphingidae, in Saturnafrica, vol. 1, UBAENA, 2008,  pp. 4-15.
- (EN) Delf, B. H. & Harris, K. M., Notes on Nigerian hawkmoths, in The Nigerian Field, vol. 29, n. 4, 1964,  pp. 150-160.
- (EN) D'Emmerez de Charmoy, D. & Gébert, S., Insect Pests of Various Minor Crops and Fruit Trees in Mauritius, in Bulletin of entomological research, vol. 12, Londra, Imperial Bureau of Entomology, giugno 1921,  pp. 181-190 (183), ISSN ISBN non esistente (WC · ACNP).
- (DE) Eitschberger, U. & Hoppe, H., Ein Beitrag zur Sphingiden-Fauna der Insel Bioko (Äquatorialguinea) (Lepidoptera, Sphingidae), in Neue Entomologische Nachrichten, vol. 60, 2007,  pp. 13-22.
- (EN) Fawcett, J. M., Notes on the transformations of some South-African Lepidoptera, in Transactions of the zoological Society of London, vol. 15, n. 6, 1901,  pp. 291–322, pls. 46–49.
- (EN) Goldblatt, P., Manning, J. C., The long-proboscid fly pollination system in southern Africa (abstract), in Annals of the Missouri Botanical Garden, vol. 138, n. 2, 2000,  pp. 146-170.
- (EN) Goyret, J., Raguso, R. A., The role of mechanosensory input in flower handling efficiency and learning by Manduca sexta, in Journal of Experimental Biology, vol. 209, maggio 2006,  pp. 1585-1593, DOI:10.1242/jeb.02169.
- (FR) Griveaud, P., Deux nouveaux Sphingidae de Madagascar (Lepidoptera), in Naturaliste malgache, vol. 10, 1959,  pp. 75-79, 2 figs., 1 pl.
- (FR) Griveaud, P., Sur quelques sphingides nouveaux au peu connus de Ia region malgache (Lep.), in Bull. Soc. ent. France, vol. 65, 1960,  pp. 40-47, 6 figg..
- (FR) Griveaud, P., Contribution à l’étude des Lépidoptères Hétérocères du massif de l’Andringitra (Madagascar Centre) RCP 225 - Campagne 1970-1971 (Insecta Lepidoptera Sphingidae, Saturniidae, Amatidae, Lymantriidae) (PDF), in Bulletin du Muséum National d’Histoire Naturelle, 3e série (Zoologie), vol. 125, n. 186, settembre-ottobre 1973,  pp. 1465-1484, ISSN 0027-4070 (WC · ACNP).
- (DE) Grünberg, K., Lepidoptera für 1911, in Archiv für Naturgeschichte, vol. 78, n. 7, 1912,  pp. 1-161 (108).
- (EN) Hodges, S. A., The influence of nectar production on hawkmoth behavior, self pollination, and seed production in "Mirabilis multiflora" (Nyctaginaceae) (abstract), in American Journal of Botany, vol. 82, n. 2, febbraio 1995,  pp. 197-204.
- (EN) Hodges, S. A., Arnold, M. L., Spurring plant diversification: are floral nectar spurs a key innovation? (abstract), in Proceedings of the Royal Society of London, B, Biological Sciences, vol. 262, n. 1365, dicembre 1995,  pp. 113-120.
- (EN) Holland, W. J., Lepidoptera of the Congo, being a systematic list of the butterflies and moths collected by the American Museum of Natural History Congo Expedition, together with descriptions of some hitherto undescribed species, in Bulletin of the American Museum of Natural History, vol. 43, 1920,  pp. 109–369, pls. 6–14.
- Jermy, T., Deep flowers for long tongues: a final word, in Trends in Ecology & Evolution, vol. 14, n. 1, gennaio 1999,  p. 34, DOI:10.1016/S0169-5347(98)01520-1.
- Johnson, S. D., Observations of hawkmoth pollination in the South African orchid "Disa cooperi", in Nordic Journal of Botany, vol. 15, n. 2, 1995,  pp. 121-125, DOI:10.1111/j.1756-1051.1995.tb00128.x.
- Johnson, S. D., Liltveld, W. R., Hawkmoth pollination of "Bonatea speciosa" (Orchidaceae) in a South African coastal forest, in Nordic Journal of Botany, vol. 17, n. 1, 1997,  pp. 5-10, DOI:10.1111/j.1756-1051.1997.tb00286.x.
- (EN) Johnson, S. D., Nilsson, L. A., Pollen carryover, geitonogamy, and the evolution of deceptive pollination systems in orchids, in Ecology, vol. 80, n. 8, dicembre 1999,  pp. 2607-2619, DOI:10.1890/0012-9658%281999%29080%5B2607%3APCGATE%5D2.0.CO%3B2.
- (EN) Koopowitz, H. and Marchant, T., Postpollination nectar reabsorption in the African epiphyte "Aerangis verdickii" (Orchidaceae) [collegamento interrotto], in American Journal of Botany, vol. 85, n. 4, aprile 1998,  pp. 508-512, PMID 21684933.
- (EN) Kritsky, G, Darwin's Madagascan hawk moth prediction (PDF), in American Entomologist, vol. 37, n. 4, 2001,  pp. 206-210. URL consultato il 30 aprile 2019 (archiviato dall'url originale il 12 gennaio 2016).
- (EN) Luyt, R., Johnson, S.D., Hawkmoth pollination of the African epiphytic orchid "Mystacidium venosum", with special reference to ﬂower and pollen longevity. (abstract), in Plant Systematics and Evolution, vol. 228, n. 1-2, Springer-Verlag, 2001,  pp. 49-62, DOI:10.1007/s006060170036, ISSN 0378-2697 (WC · ACNP).
- (EN) MacNulty, B. J., Outline life histories of some West African Lepidoptera. Part III Sphingidae, in Proceedings of the British Entomological and Natural History Society, vol. 3, novembre 1970,  pp. 95–122, pl. 6.
- Martins, D. J. and Johnson, S. D., Hawkmoth pollination of aerangoid orchids in Kenya, with special reference to nectar sugar concentration gradients in the floral spurs, in American Journal of Botany, vol. 94, n. 4, aprile 2007,  pp. 650-659, DOI:10.3732/ajb.94.4.650.
- (EN) Martins, D. J. and Johnson, S. D., Interactions between hawkmoths and ﬂowering plants in East Africa: polyphagy and evolutionaryspecialization in an ecological context, in Biological Journal of the Linnean Society, vol. 110, n. 1, settembre 2013,  pp. 199-213, DOI:10.1111/bij.12107.
- (EN) Miller, M. A. & Hausmann, A., Catalogue of the type-specimens of the Sphingidae stored at the Zoologische Staatssammlung München (ZSM) (Insecta, Lepidoptera), in Spixiana, vol. 22, n. 3, Monaco di Baviera, 1º novembre 1999,  pp. 209-243 (233), ISSN 0341-8391 (WC · ACNP).
- (EN) Miller, W. E., Diversity and evolution of tongue length in hawkmoths (Sphingidae), in Journal of the Lepidopterists' Society, vol. 51, n. 1, 1997,  pp. 9-31.
- (FR) Morin, C. & Grillot, J.-P., Fluctuations saisonnières et rythme d'activité chez les Sphinx et les Saturniides au Congo (Lep.), in Bulletin de la Société entomologique de France, vol. 88, 3–4, Parigi, 1983,  pp. 338-347, ISSN 0037-928X (WC · ACNP).
- (EN) Muller, H., Proboscis capable of sucking the nectar of "Angraecum sesquipedale", in Nature, vol. 8, 1873,  p. 223.
- (EN) Nilsson, L. A., The evolution of flowers with deep corolla tubes (abstract), in Nature, vol. 334, 14 luglio 1988,  pp. 147-149, DOI:10.1038/334147a0.
- (EN) Nilsson, L. A., Orchid pollination biology (abstract), in Trends in Ecology and Evolution, vol. 7, n. 8, 1º agosto 1992,  pp. 255-259, DOI:10.1016/0169-5347(92)90170-G, PMID 21236024.
- (EN) Nilsson, L. A., Deep flowers for long tongues, in Trends in Ecology and Evolution, vol. 13, 1998,  pp. 259-260.
- (EN) Nilsson, L. A., Johnsson, L.; Ralison, L. and Randrianjohany, E., Monophily and pollination mechanisms in "Angraecum arachnites" Scltr. (Orchidaceae) in a guild of long-tongued hawk-moths (Sphingidae) in Madagascar (abstract), in Biological Journal of the Linnean Society, vol. 26, n. 1, 1985,  pp. 1-19, DOI:10.1111/j.1095-8312.1985.tb01549.x.
- (EN) Nilsson, L. A., Johnsson, L.; Ralison, L. and Randrianjohany, E., Angraecoid Orchids and Hawkmoths in Central Madagascar: Specialized Pollination Systems and Generalist Foragers (abstract), in Biotropica, vol. 19, n. 4, dicembre 1987,  pp. 310-318.
- (EN) Nilsson, L. A., Rabakonandrianina, E.; Pettersson, B., Exact tracking of pollen transfer and mating in plants (abstract), in Nature, vol. 360, n. 6405, 17 dicembre 1992,  pp. 666-667, DOI:10.1038/360666a0.
- (FR) Prost, A., Liste provisoire des Sphingidae de Haute-Volta (Lep.), in Bulletin de la Société entomologique de France, 90 (1985), 9–10, Parigi, 1986,  pp. xxi–xxiv, ISSN 0037-928X (WC · ACNP).
- (DE) Rebel, H., Wissenschaftliche Ergebnisse der Expedition R. Grauer nach Zentralafrika, Dezember 1909 bis Februar 1911. Lepidopteren, in Annalen des Naturhistorischen Museums in Wien, vol. 28, 3–4, vienna, 1914,  pp. 219–294, pls. 17–24.
- (EN) Rothschild, L. W., Jordan, H. E. K., A revision of the lepidopterous family Sphingidae, in Novitates zoologicae, vol. 9, 1903,  pp. 1-972.
- (EN) Rothschild, L. W., Jordan, H. E. K., Thirteen new Sphingidae, in Novitates zoologicae, vol. 22, n. 2, 1915,  pp. 281-291.
- (FR) Rougeot, P. C., Note sur les Lépidoptères Sphingides du Musée de Dundo (Angola), in Publicações Culturais da Companhia de Diamantes de Angola, vol. 76, 1966,  pp. 13-27.
- (FR) Rougeot, P. C., Missions entomologiques en Ethiopie 1973–1975. Fascicule 1, in Mémoires du Muséum national d'Histoire naturelle (A), vol. 105, 1977,  pp. 1–150, pls. 1–20.
- (EN) Sprayberry, J. D. H. and Daniel, T. L., Flower tracking in hawkmoths: behavior and energetics, in Journal of Experimental Biology, vol. 210, 2007,  pp. 37-45, DOI:10.1242/jeb.02616.
- (DE) Strand, E., Zoologische Ergebnisse der Expedition des Herrn G. Tessmann nach Süd-Kamerun und Spanisch Guinea. Lepidoptera I. (Saturniidae, Brahmaeidae, Striphnopterygidae, Sphingidae, Notodontidae, Syntomididae [sic], Hypsidae und Agaristidae), in Archiv für Naturgeschichte, 78(A), n. 6, 1912,  pp. 139–197, 2 taf..
- (FR) Viette, P., Lépidoptères (excepté les Tordeuses et les Géométrides). In: La Faune entomologique de l'Ile de la Réunion. I., in Mémoires de l'Institut scientifique de Madagascar (E), vol. 8, Tananarive, 1957,  pp. 137–226; pls. 1–4.
- (FR) Vuattoux, R., Pierre, J. & Haxaire, J., Les Sphinx de Côte-d'Ivoire, avec des données nouvelles sur les élevages effectués à la Station écologique de Lamto (Lep. Sphingidae), in Bulletin de la Société entomologique de France, vol. 93, 7–8, Parigi, 1989,  pp. 239-255, ISSN 0037-928X (WC · ACNP).
- (EN) Wasserthal, L. T., The pollinators of the Malagasy star orchids "Angraecum sesquipedale", "A. sororium" and "A. compactum" and the evolution of extremely long spurs by pollinator shift, in Botanica Acta, vol. 110, n. 5, 1997,  pp. 343-359, DOI:10.1111/j.1438-8677.1997.tb00650.x.
- (EN) Whittall, J. B. & Hodges, S. A., Pollinator shifts drive increasingly long nectar spurs in columbine flowers, in Nature, vol. 447, 7 giugno 2007,  pp. 706-709, DOI:10.1038/nature05857.

### Testi
- (DE) Aurivillius, C., Wissenschaftliche Ergebnisse der zweiten Deutschen Zentralafrika-Expedition 1910–1911 unter Führung Adolf Friedrichs, Herzog zu Mecklenburg, Band 1. Zoologie, Lieferung 18, Lepidoptera IV, 1925,  pp. 1243–1350, pls. 49–50, ISBN non esistente.
- (EN) Blundell M., Wildflowers of East Africa, Londra, William Collins Sons, 1987, ISBN 978-0-00-219812-7.
- (EN) Carcasson, R. H., The Sphingidae (hawk moths) of eastern Africa (Ph.D. thesis), Nairobi, Africa, University of East Africa, 1968, ISBN non esistente.
- Castiglioni, L. & Mariotti, S., IL - Vocabolario della lingua latina, Brambilla, A. & Campagna, G., 30ª ristampa, Torino, Loescher, 1983  [1966],  p. 2493, ISBN 978-88-201-6657-1, LCCN 76485030, OCLC 848632390.
- (EN) Cribb, P., Flora of tropical East Africa: Orchidaceae 271, Kew, UK, Royal Botanic Gardens, 1984, ISBN non esistente.
- (EN) D'Abrera, B., Sphingidae Mundi. Hawk Moths of the World. Based on a Checklist by Alan Hayes and the collection he curated in the British Museum (Natural History), 1ª ed., Faringdon, Oxon., SN7 7DR United Kingdom, E.W. Classey Ltd., 1986,  p. 226, ISBN 0-86096-022-6.
- (EN) Distant, W. L., Order Lepidoptera. Suborder Heterocera, in Insecta Transvaaliensia: a contribution to a knowledge of the Entomology of South Africa, 1903,  pp. 49–96, pls. iii–viii, ISBN non esistente.
- (EN) Druce, H., Appendix V. Lepidoptera Heterocera, in Moloney, A. C., Sketch of the forestry of West Africa with particular reference to its present principal commercial products, Londra, S. Low, Marston, Searle, & Rivington, 1887,  pp. i–vi, 1–533, ISBN non esistente.
- (EN) Grime, J. P., Plant strategies and vegetation processes, 2ª edizione, New York, Wiley, 2002,  p. 456, ISBN 978-0-470-85040-4.
- (FR) Griveaud, P., Sphingidae, in Faune de Madagascar, vol. 8, 1959,  pp. 161, 13 pIs., 235 figs, ISBN non esistente.
- (DE) Herrich-Schäffer, G. A. W., Sammlung neuer oder wenig bekannter aussereuropäischer Schmetterlinge, 1 (1), Ratisbona, G.J. Manz, 1850-58,  pp. 1-84, 119 tavv., ISBN non esistente.
- (EN) Joly, C., Bernaud, D. & Pierre, J., Entomological mission to Malawi, Lambillionea, vol. 105, 1 (suppl.), Tervuren, Bruxelles, Union des entomologistes belges, 2005, ISBN non esistente.
- (EN) Kirby, W. F., A synonymic catalogue of Lepidoptera Heterocera. (Moths), Vol. 1. Sphinges and bombyces, Londra, Gurney & Jackson, 1892,  pp. 1-951, ISBN non esistente.
- (EN) Kitching, I. J. & Cadiou, J. M., Hawkmoths of the World. An annotated and illustrated revisionary checklist (Lepidoptera: Sphingidae), Ithaca, Comstock Publishing Associates, 2000,  p. 256, ISBN 978-0-8014-3734-2.
- (EN) Kühne, L., Sphingidae, Eupterotidae, Bombycidae, Arctiinae, Lithosiinae, and Aganaidae, in Kühne, L. (Ed.) Butterflies and moth diversity of the Kakamega forest (Kenya), Brandenburgische Uni, 2008,  pp. 81–92, 117–124, 135–144, 157–170, ISBN 978-3-00-023568-9.
- (EN) Kükenthal, W. (Ed.), Handbuch der Zoologie / Handbook of Zoology, Band 4: Arthropoda - 2. Hälfte: Insecta - Lepidoptera, moths and butterflies, a cura di Kristensen, N. P., collana Handbuch der Zoologie, Fischer, M. (Scientific Editor), Teilband/Part 35: Volume 1: Evolution, systematics, and biogeography, Berlino, New York, Walter de Gruyter, 1999  [1998],  pp. x + 491, ISBN 978-3-11-015704-8, OCLC 174380917.
- (FR) Martiré, D. & Rochat, J., Les papillons de La Réunion et leurs chenilles, Parthénope, Biotope Éditions, 2008,  pp. 1-496, ISBN 978-2-914817-07-3.
- (EN) Pinhey, E. C. G., Moths of Southern Africa: descriptions and colour illustrations of 1183 species, Tafelberg, 1975,  pp. i–iv, 1–273, pls. 1–63, ISBN non esistente.
- (EN) Pinhey, E. C. G., Hawk moths of central and southern Africa, Longmans, South Africa, National Museums of Southern Rhodesia, 1962, ISBN non esistente.
- (DE, LA) Saalmüller, M., Erste Abtheilung. Rhopalocera, Heterocera: Sphinges et Bombyces, in Lepidopteren von Madagascar. Neue und wenig bekannte Arten, zumeist aus der Sammlung der Senckenberg'schen naturforschenden Gesellschaft zu Frankfurt am Main, unter Berücksichtigung der gesammten Lepidopteren-Fauna Madagascars, vol. 1, Francoforte sul Meno, Im Selbstverlag der Gesellschaft, 1884,  pp. 1–246, pls. 1–6, ISBN non esistente.
- (EN) Schaus, W. & Clements, W. G., On a collection of Sierra Leone Lepidoptera, Londra, R. H. Porter, 1893,  pp. i–vi, 1–46, pls. 1–3, ISBN non esistente.
- (EN) Scoble, M. J., The Lepidoptera: Form, Function and Diversity, seconda edizione, London, Oxford University Press & Natural History Museum, 2011  [1992],  pp. xi, 404, ISBN 978-0-19-854952-9, LCCN 92004297, OCLC 25282932.
- (EN) Stehr, F. W. (Ed.), Immature Insects, 2 volumi, seconda edizione, Dubuque, Iowa, Kendall/Hunt Pub. Co., 1991  [1987],  pp. ix, 754, ISBN 978-0-8403-3702-3, LCCN 85081922, OCLC 13784377.
- (DE) Strand, E., Lepidoptera, in Voeltzkow, A., Reise in Ostafrika in den Jahren 1903–1905. Band 3 Heft 5. Systematische Arbeiten. Flora und Fauna der Comoren, vol. 3, n. 5, Stoccarda, E. Schweizerbartsche Verlagsbuchhandlung, 1917,  pp. 466–472, ISBN non esistente.
- (LA, EN) Walker, F., List of the specimens of lepidopterous insects in the collection of the British Museum. Part VII. Lepidoptera Heterocera, vol. 7, Londra, Order of the Trustees, 1856a,  pp. i–iv, 1509–1808, ISBN non esistente.
- (LA, EN) Walker, F., List of the Specimens of Lepidopterous Insects in the Collection of the British Museum. Part VIII. Sphingidae, vol. 8, Londra, Order of the Trustees, 1856b,  pp. i–iv, 1–271, ISBN non esistente.